# Walenty Czarnecki
Walenty Czarnecki (ur. 22 listopada 1941, zm. 19 grudnia 2020) – polski piłkarz grający na pozycji napastnika, a następnie pomocnika.

## Kariera sportowa
Karierę rozpoczął w klubie Polonia Chodzież (był królem strzelców III ligi), następnie grał w Grunwaldzie Poznań, a od wiosny 1962 występował w Śląsku Wrocław, z którym w 1964 awansował do I ligi. W ekstraklasie grał pięć sezonów (do 1969), wystąpił w 100 spotkaniach, zdobywając trzy bramki (w rundzie wiosennej sezonu 1964/1965 był zawieszony za niesportowe zachowanie), w latach 1969–1972 grał we wrocławskiej drużynie w II lidze, następnie był piłkarzem Odry Wrocław.